# Betty Söderberg
Betty Helene Eva Voss Söderberg, född 6 november 1910 i München i Tyskland, död 27 oktober 1993 i Danmark, var en dansk skådespelare. Hon var dotter till Hjalmar Söderberg och Emilie Voss Söderberg (1876–1957), gift med professor Hakon Stangerup och mor till författarna Henrik och Helle Stangerup.
Hon var halvsyster till skådespelaren Dora Söderberg, historikern Tom Söderberg och författaren Mikael Söderberg.
Betty Söderberg studerade vid Det Kongelige Teaters elevskole 1930–1932 och engagerades 1933 vid teatern. Hennes dramatiska talang väckte stor uppmärksamhet under perioden 1934–1939, då hon var engagerad vid Betty Nansen Teater i Frederiksberg.

## Filmografi
- 1933 – Tango
- 1938 – Alarm
- 1938 – Under byens tage
- 1938 – Blåvand melder storm
- 1939 – De tre, måske fire
- 1940 – Vagabonden
- 1942 – Et skud før midnat
- 1943 – Møllen
- 1948 – Hr. Petit